# Buddha gigante di Leshan
Il Buddha gigante di Leshan (樂山大佛T, 乐山大佛S, Lèshān DàfóP) è la più grande statua di pietra di Buddha del mondo fino al XX secolo. Essa è scolpita nella roccia nel punto in cui confluiscono i fiumi Minjiang, Dadu e Qingyi, vicino alla città di Leshan, nella parte meridionale della provincia di Sichuan, in Cina. La scultura è posta di fronte al Monte Emei, con i fiumi che scorrono ai suoi piedi. Nel 1996 l'area dei Monti Emei, compresa l'area ove si trova la statua del Buddha gigante di Leshan, è stata inserita nell'elenco dei Patrimoni dell'umanità dell'UNESCO.
La costruzione dell'opera iniziò nel 713, condotta da un monaco cinese di nome Haitong. Egli sperava che il Buddha avrebbe potuto calmare le acque turbolente che affliggevano le navi mercantili che scendevano la corrente dei fiumi. Secondo quanto narra la leggenda, quando i fondi per la costruzione della statua stavano scarseggiando il monaco si cavò i suoi stessi occhi per provare la sua buona fede e sincerità. La statua venne completata dai suoi discepoli 90 anni dopo. Pare che l'enorme massa di roccia rimossa per la costruzione dell'opera e depositata nei fiumi ai piedi della statua abbia effettivamente alterato il corso delle acque, col risultato che la navigazione divenne più sicura.
La statua, alta 71 metri, rappresenta un Buddha Maitreya in posizione seduta, con le mani appoggiate sulle ginocchia. Le spalle sono larghe 28 metri e sull'unghia più piccola ci si potrebbe comodamente sedere una persona. Un motto locale recita che "la montagna è un Buddha e il Buddha è una montagna": questo anche a causa del fatto che la catena montuosa in cui la statua si trova ha una vaga rassomiglianza (se vista dal fiume) con le forme di un Buddha dormiente, con la statua gigante al centro.

## Descrizione

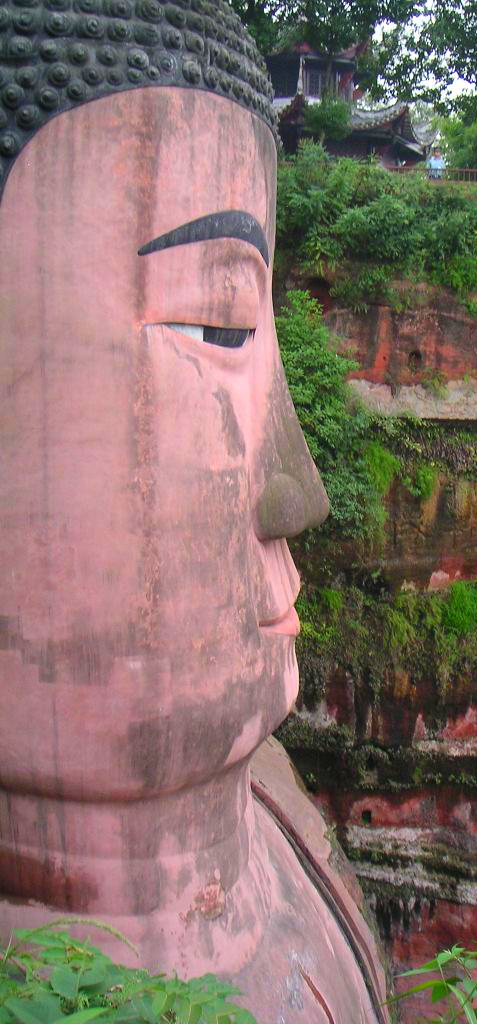
Testa della statua, le cui dimensioni sono da confrontare con l'altezza degli spettatori retrostanti.

Il Grande Buddha di Leshan, scolpito nella parete rocciosa, è alto 71 metri e largo 28 metri alle spalle. La statua ha un ingegnoso sistema di drenaggio nascosto, che ha permesso di limitare, ma non eliminare, l'erosione naturale.
La sua testa è alta 14,7 metri. Ogni occhio è lungo 3 metri e ogni orecchio 7 metri. Il dito medio della mano del Buddha è lungo 8 metri e la sua testa è adornata da 1.021 piccoli fasci di capelli arricciati, scolpiti da blocchi di pietra incastonati nella sua testa come pioli.
Ai lati della statua ci sono dei guerrieri, molto più piccoli in quanto alti solo 8 metri. Dietro di loro, sulla collina, ci sono diversi padiglioni, il più spettacolare dei quali è la Pagoda Lingbao della dinastia Tang, a cui conduce una scalinata.
La costruzione del Buddha gigante è una pratica che probabilmente ha avuto origine in India, e che si è gradualmente diffusa in tutta l'Asia. Ma gli unici due Buddha antichi che potevano essere paragonati a quello di Leshan erano quelli di Bamiyan, in Afghanistan, distrutti nel marzo 2001 dai talebani. Tuttavia, nel 2017, la massiccia deforestazione delle montagne intorno alla città di Guiyang, nella provincia di Guizhou, ha portato alla scoperta di un altro Buddha monumentale, scolpito nella roccia. Secondo la leggenda, Hai Nang, il maestro del monaco Hai Tung, fece erigere una statua di Buddha in parallelo con il suo discepolo: mentre Hai Tung partiva per Leshan, rimase indietro per erigere la sua, ma morì prima del suo completamento.

## Degrado
Il Buddha Leshan soffrì dell'inquinamento dovuto allo sviluppo sfrenato della regione. Secondo Xinhua, "Il Buddha di Leshan, e molti siti storici e naturali cinesi, sono stati vittime del maltempo, dell'inquinamento atmosferico, di misure protettive inadeguate e delle conseguenze negative della presenza di orde di turisti". Il governo locale ha chiuso le fabbriche e le centrali elettriche più vicine alla statua. Quest'ultima, però, soffriva già di un "annerimento del naso" e di tracce di polvere nerastra sul viso.
Nonostante un sistema di drenaggio atto a ridurre l'impregnazione delle acque piovane e il marciume della pietra, il gigante, già restaurato in molti punti, soffre di una notevole erosione dovuta al clima e senza dubbio all'elevato numero di turisti che vi accedono, tramite una vertiginosa scalinata scavata nella rupe.
L'erosione è stata aggravata dal fatto che l'enorme edificio che un tempo proteggeva la statua è stato distrutto in epoca Ming. A volte si parla di ricostruire questo monumento.

## Restauri

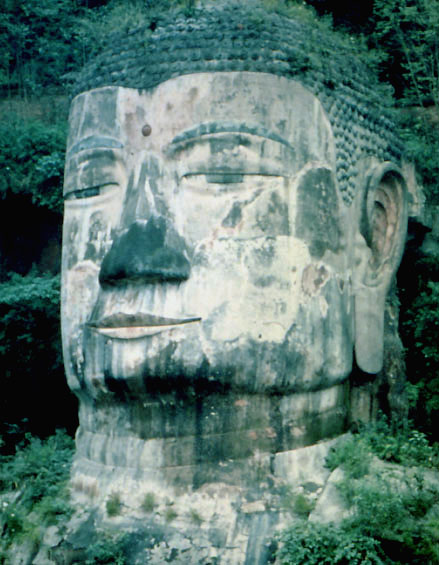
Testa del grande Buddha di Leshan prima del suo ultimo restauro.

In origine, il Buddha era protetto da una struttura in legno di tredici piani; fu distrutta durante le guerre che si svolsero tra la fine della dinastia Yuan (1271-1368) e l'inizio della dinastia Ming (1368-1644). Esposto ai venti e alla pioggia, il Buddha si disintegrò rapidamente. In ogni dinastia, il Buddha di Leshan subì lavori di restauro. Più recentemente, ha subito sei grandi campagne, senza aver risolto tutti i problemi. Nel 1996, la protezione del Buddha Leshan da parte dell'UNESCO ha attirato l'attenzione di tutto il mondo. Gruppi di esperti sono stati inviati dall'UNESCO per effettuare studi e supervisionare i lavori di protezione.
La Banca Mondiale concesse un prestito a tasso zero di otto milioni di dollari per la manutenzione e la protezione del Buddha. Due milioni sono già stati utilizzati. La protezione del Buddha Leshan ha due obiettivi, sia scientifici che ecologici; la municipalità di Leshan ha attuato misure per salvaguardare il Buddha, tra cui il miglioramento dell'ambiente intorno al Buddha e la riduzione delle fonti di inquinamento, l'obbligo per le industrie di lasciare l'area secondo un programma specifico, il controllo dell'inquinamento del fiume Min e l'investimento di 200 milioni di yuan all'anno nella costruzione di un'autostrada.

## Ultimi lavori di ristrutturazione

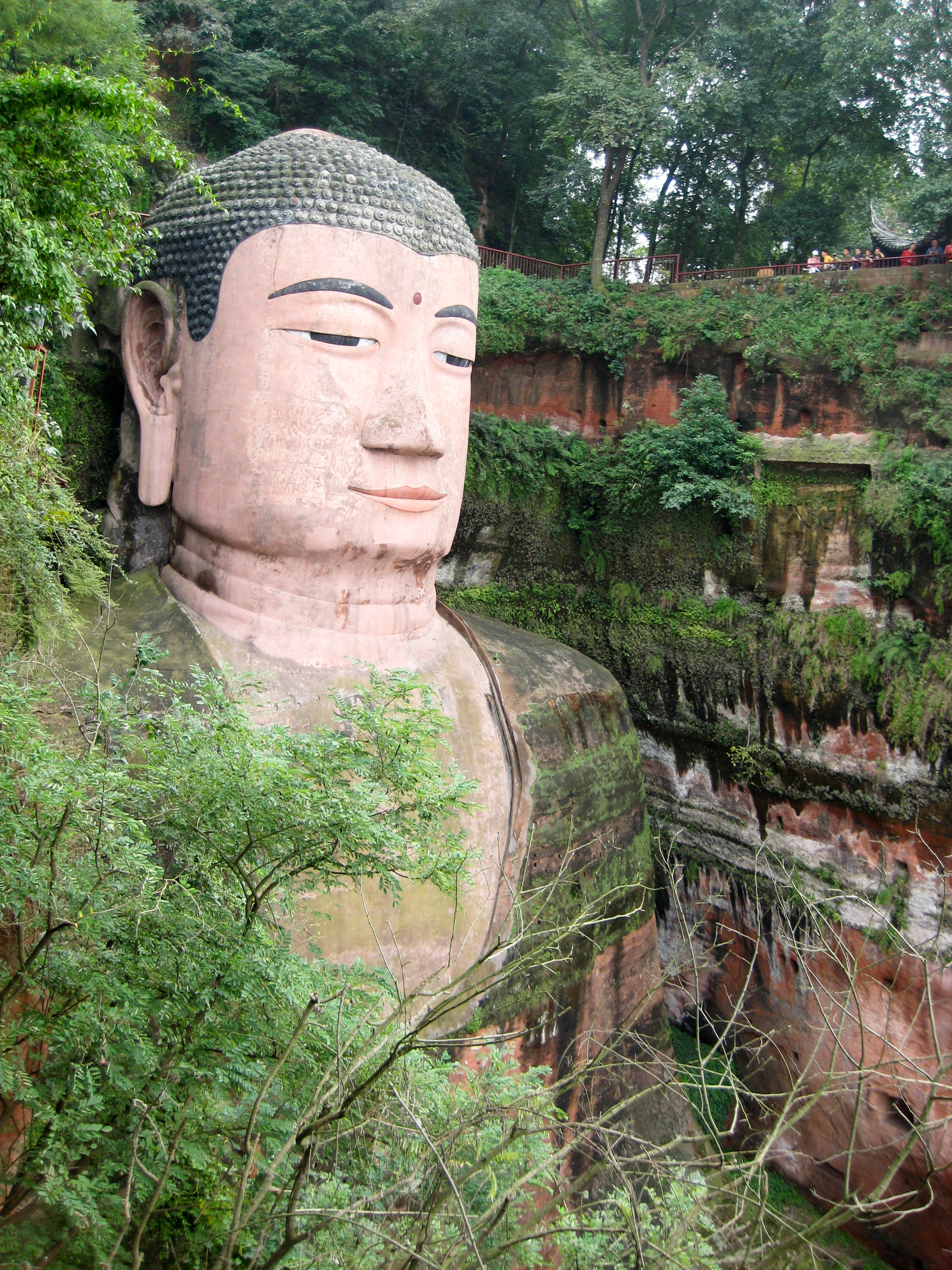
Il Busto del Grande Buddha dopo la restaurazione.

Questo è il primo programma di restauro da quando il Buddha è stato iscritto nella Lista del Patrimonio Mondiale dall'UNESCO. 
 Nel marzo 2001 è iniziata la prima fase dei lavori di restauro, dedicata al trattamento della testa, delle spalle, del torace e dello stomaco del Buddha. L'operazione comprendeva un lavoro che si estendeva all'intera statua: i capelli venivano acconciati in chignon, il viso veniva pulito, e lo sporco e la vegetazione rimossi dal corpo.

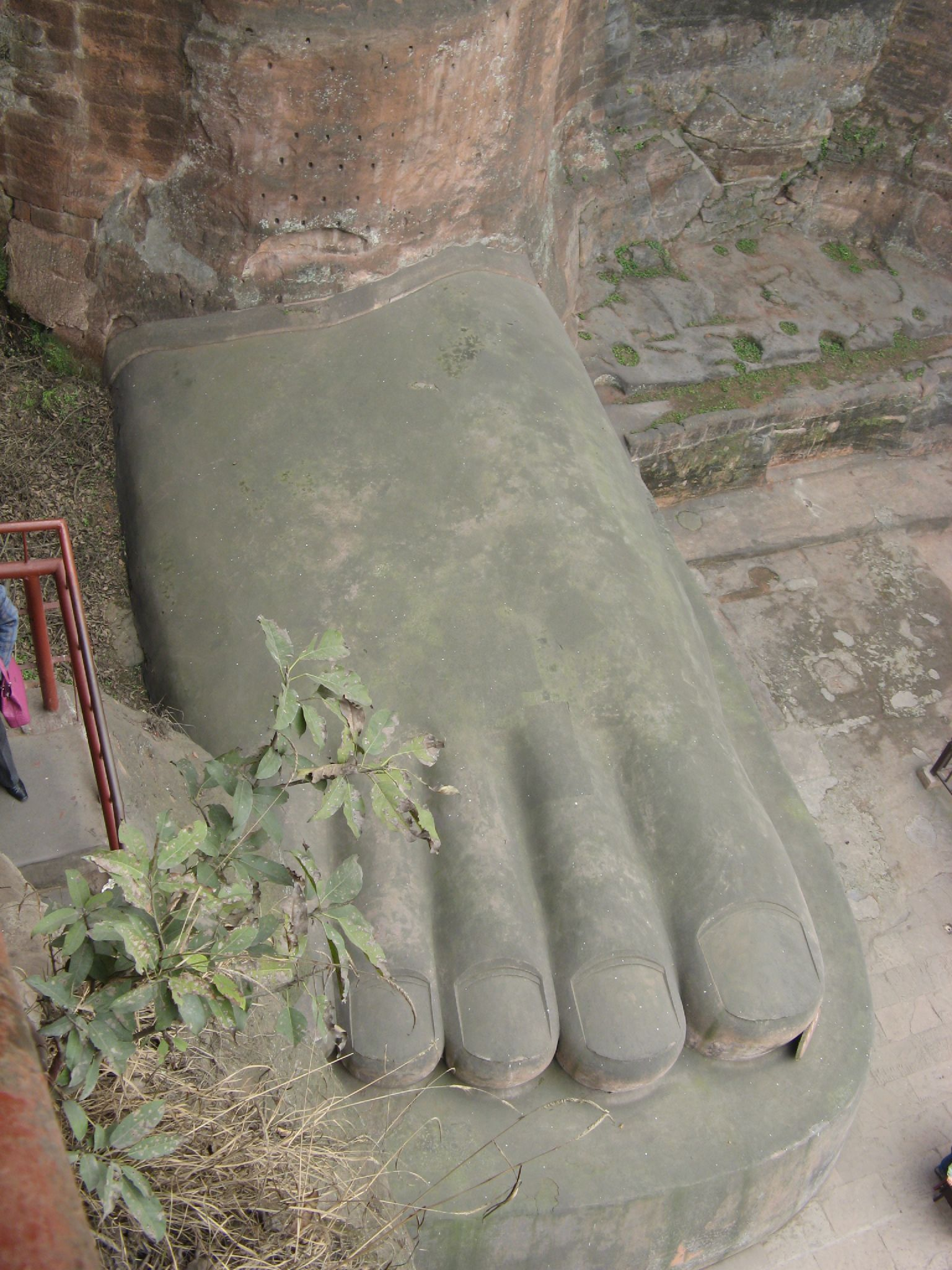
Piede, dita del piede e unghie del piede.

Inoltre, sono stati sostituiti strati di cemento provenienti da restauri successivi, sono state riempite le crepe, il tutto utilizzando materiali tradizionali. In questa occasione fu sigillata una fessura profonda quattro metri alla base della statua; anche l'ingegnoso sistema di drenaggio interno è stato rinnovato.
Alla fine dello stesso anno iniziò la seconda fase dei lavori, che consistette principalmente nel prosciugare il corpo del Buddha, proteggendo i suoi piedi dalle devastazioni causate dall'acqua e infine impermeabilizzando il tutto.

## Nella cultura di massa
- La statua è una delle tappe del viaggio per riportare a casa Everest nel film d’animazione del 2019 Il piccolo yeti.

## Galleria d'immagini

La statua vista dal fiume
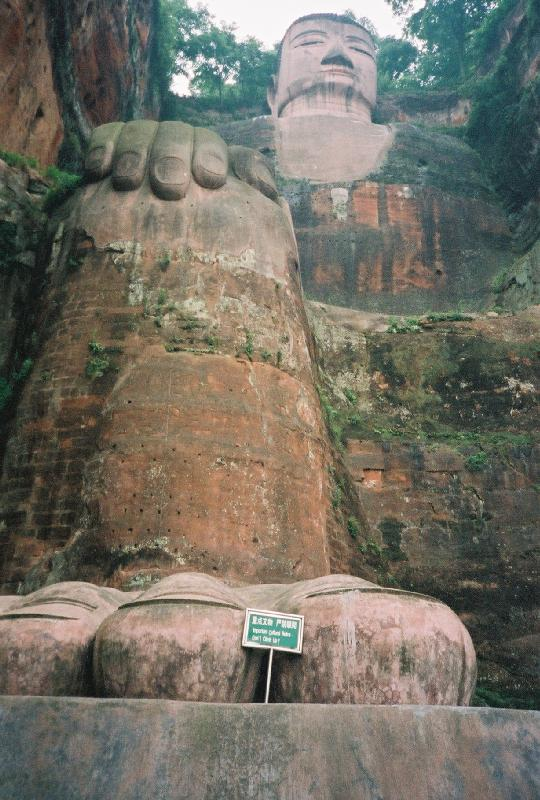
La statua vista dalla sua base
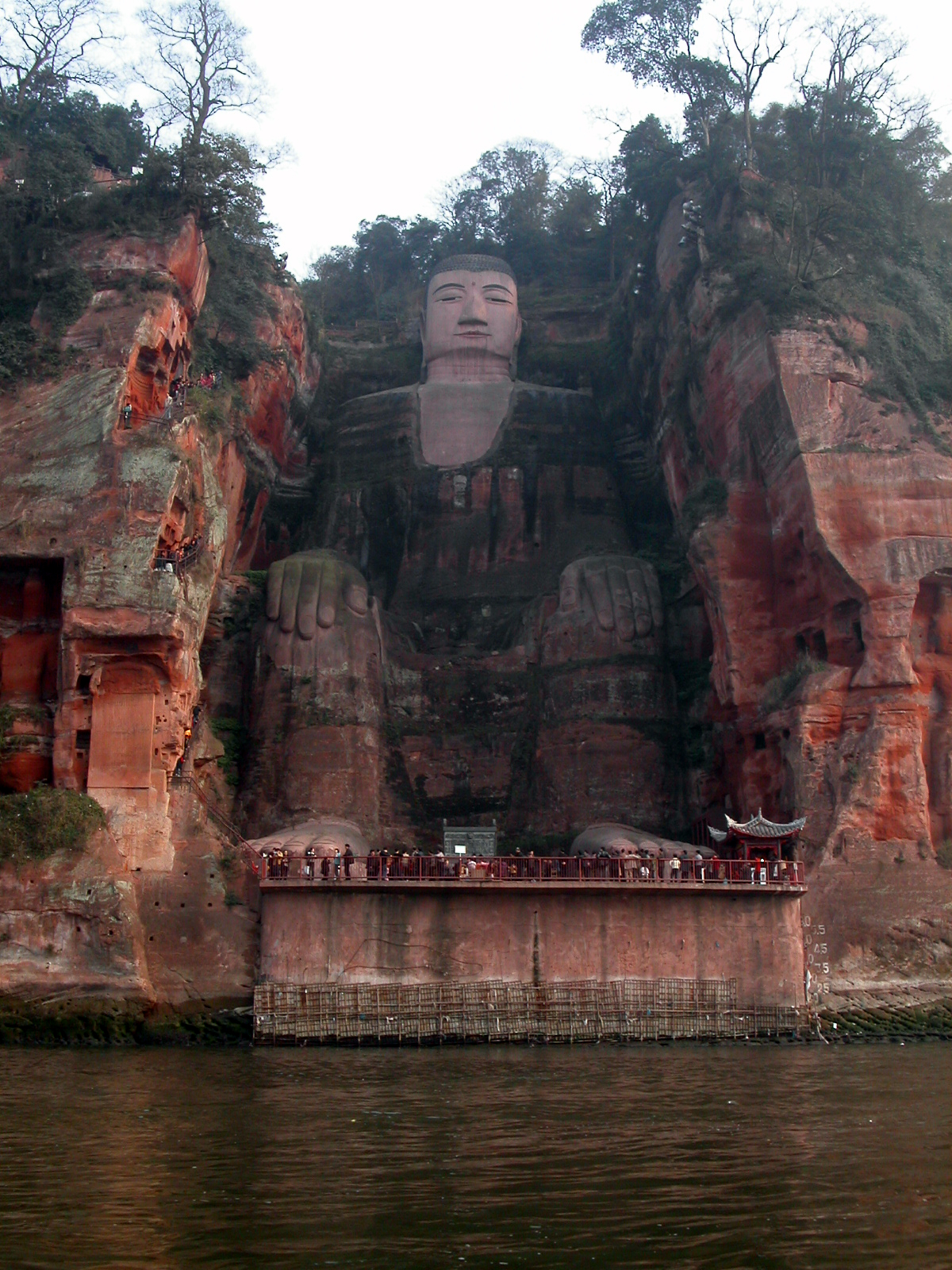
Turisti guardano la stua dal battello